# Mordellistena ferruginipes
Mordellistena ferruginipes es una especie de coleóptero de la familia Mordellidae.

## Distribución geográfica
Habita en los Países Bajos.